# Nikołaj Saks
Nikołaj Eduardowicz Saks, ros. Николай Эдуардович Сакс (ur. 25 marca 1849 r. w Jekaterynosławiu, zm. 28 grudnia 1926 r. w Sopocie) – rosyjski, a następnie emigracyjny malarz, działacz kulturalny.
W 1870 r. ukończył gimnazjum klasyczne w Jekaterynosławiu, po czym rozpoczął studia na wydziale prawniczym uniwersytetu w Sankt Petersburgu. W 1872 r. przeniósł się do imperatorskiej akademii artystycznej, którą ukończył w 1877 r. W trakcie studiów rozpoczął malować pejzaże i portrety, wystawiane na akademickich wystawach. W latach 1879–1882 mieszkał w Paryżu, gdzie był członkiem Stowarzyszenia Wsparcia i Samopomocy Artystów Rosyjskich. Pełnił funkcję zastępcy sekretarza organizacji Iwana S. Turgieniewa. W 1892 r. odbyła się jego pierwsza osobista wystawa w Klubie Angielskim w Jekaterynosławiu związana z 15-leciem działalności artystycznej. Podobna wystawa odbyła się w 1912 r. w Muzeum Artystyczno-Przemysłowym w Kijowie. W międzyczasie prace N. E. Saksa były wystawiane w 1 Wystawie Artystów-Kijowian i 4 Wiosennej Wystawie Obrazów i Sztuki w Kijowie, a także wystawach Stowarzyszenia Wsparcia i Samopomocy Artystów Rosyjskich w Paryżu. W 1920 r. wyjechał do Polski. Następnie zamieszkał w Niemczech. Ostatnie lata życia spędził w biedzie, choć kontynuował twórczość malarską. W 1950 r. jego córka wywiozła do USA archiwum ojca wraz z niektórymi obrazami. Na przełomie lat 80/90. XX wieku Rosyjski Fundusz Kultury wydał album pt. „Originalnyje risunki razlicznych chudożnikow. Awtografy”, zawierający m.in. prace N. E. Saksa. W muzeum krajoznawczym we wsi Magdalinowka znajdują się materiały związane z życiem N. E. Saksa.